# Villa rustica (Weil)
Die Villa rustica auf der Gemarkung von Weil, einer Gemeinde im oberbayerischen Landkreis Landsberg am Lech, wurde 1977, 1988 und 1997/98 im Vorfeld von Baumaßnahmen untersucht. Die Villa rustica der römischen Kaiserzeit im Nordosten von Weil ist ein geschütztes Bodendenkmal mit der Aktennummer  	D-1-7831-0062.
Der stattliche römische Gutshof im Bereich der heutigen Römer-, Merkur- und Venusstraße ist Teil der ländlichen Besiedlung auf den Hochterrassen östlich des Lechs. Die Anlage wird von der Mitte des 1. bis zur Mitte des 4. Jahrhunderts n. Chr. datiert.
Die Villa rustica mit ihren 13 bekannten Gebäuden erstreckt sich auf einem Hang, der zur Talniederung hin abfällt. Im Westen und Osten sind Reste der Hofmauern vorhanden.
Das Haupthaus (Bau 1) ist eine Villa mit Risalit und Apsiden an der repräsentativen Frontseite. Beim Badegebäude konnten drei Bau- und Reparaturphasen nachgewiesen werden.
Weitere Gebäude sind eine Darre sowie Speicherbauten und Remisen. Zimmermannswerkzeuge und Schmiedeschlacken belegen handwerkliche Tätigkeiten.